# Amtsgericht Driesen
Das Amtsgericht Driesen war ein preußisches Amtsgericht mit Sitz in Driesen, Provinz Brandenburg.

## Geschichte
Seit 1849 bestanden in Preußen Kreisgerichte. Das Kreisgericht Friedeberg in der Neumark war dem Appellationsgericht Frankfurt a. d. Oder nachgeordnet. In Arnswalde bestand eine Zweigstelle (Gerichtsdeputation) des Kreisgerichtes Friedeberg. Im Rahmen der Reichsjustizgesetze wurden diese Gerichte 1879 aufgehoben. Das königlich preußische Amtsgericht Driesen wurde mit Wirkung zum 1. Oktober 1879 als eines von 14 Amtsgerichten im Bezirk des Landgerichtes Landsberg a.W. im Bezirk des Kammergerichtes gebildet. Der Sitz des Gerichts war die Stadt Driesen. Sein Gerichtsbezirk umfasste aus dem Landkreis Friedeberg den Stadtbezirk Driesen, die Amtsbezirke Neu-Anspach, Guscht, Guschterholländer, Oberförsterei Lubiathfließ, Modderwiese, Trebitsch und Vordamm, den Amtsbezirk Gottschimm ohne das Gottschinnenwerder und Teile der Amtsbezirke Alt-Beelitz, Oberförsterei Driesen, Gottschimmerbruch, Oberförsteier Steinspring und Vorbruch. Am Gericht bestanden 1880 zwei Richterstellen. Das Amtsgericht war damit ein mittelgroßes Amtsgericht im Landgerichtsbezirk.
Im Jahre 1945 wurde der Sprengel des Gerichtes unter polnische Verwaltung gestellt. Das Amtsgericht Driesen musste entsprechend seine Tätigkeit einstellen.